# Why Why Love
Why Why Love (traditionell kinesiska: 換換愛; pinyin: Huan Huan Ai) är en taiwanesisk TV-serie som hade premiär 2007. Huvudpersonerna är, liksom i Devil Beside You, en kombination av Rainie Yang, Mike He och Kingone Wang. Why Why Love sågs först som en uppföljare på serien Devil Beside You, men storyn passade inte med den tidigare serien. 

## Roller
- Rainie Yang som Tong Jia Di
- Mike He som Huo Da
- Kingone Wang som Huo Yan
- Chen Yan Xi som Xiao Nan
- Judy Qiu som Yang Yan Shu
- Chen Yan Xi som Jiang Xiao Nan
- Wang Dao som Huo Zhen Hao
- Ge Wei Ru som Liao Cai Juan
- Jin Yu Lan som Qin Yu Hua
- Sun Qin Yue som Tong Jia Hui
- Ye Min Zhi som Tong Bao San
- Xu Shi Hao som Wu Bo Zi
- Eric Tu som Sai Lang
- Carolyn Chen som gruppledare
- Fu Pei Ci som Tong Jia Dis kusin
- Xiang Bo Tao som unge Huo Yan
- Xu Qiong Yun som unga Yang Yan Shu

## Karaktärerna
- Tong Jia Di är en hårt arbetande tjej som kommer från en fattig familj. Tillsammans med sin mamma tjänar de pengar på att sälja grönsaker på marknaden, men Jia Di tar alla jobb hon kan tänkas få för att kunna betala av familjens skulder. Jia Di är så beslutsam att hon bestämt sig för att glömma allt vad kärlek heter och bara ägna sig åt att tjäna pengar, och hon lever efter mottot att om hon inte har några förhoppningar så blir hon heller inte besviken.

- Huo Da är den rebelliska yngste sonen i familjen Huo. Han har fått smeknamnet "Devil Boy" av sin omgivning på grund av sin dåliga attityd.  Han är kär i sin barndomsvän Yan Shu, men hon i sin tur är kär i Huo Das äldre bror Huo Yan.

- Huo Yan är General Manager på familjens företag och Hua Das raka motsats. Allting som rör Huo Yan är imponerande och han är omtyckt i familjen. Han och Jia Di bygger snabbt upp ett starkt band mellan varandra.